# Baltasar Saldoni i Remendo
Baltasar Saldoni i Remendo (Barcelona, 4 de gener de 1807 - Madrid, 3 de desembre de 1889) va ser un compositor, musicògraf i pedagog català.

## Biografia
Neix el diumenge 4 de gener del 1807 a Barcelona, a les 20:00, i és batejat el dia 6 del mateix mes a l'església dels Sants Just i Pastor. Els seus pares eren José Saldoni i Teresa Remendo, morta dos anys després (el seu pare es va tornar a casar, amb María Durán).
Va començar els estudis a una escola al costat de la capella de Nostra Senyora de Montserrat de Barcelona, al costat de la duana, anomenada Procura. Els estudis musicals els comença a Santa Maria del Mar amb set anys sota la direcció del Mestre de Capella Francesc Andreví i Castellar. Als deu anys va a la Capella de música de Santa Maria del Pi amb el mestre Francesc Sempere. El 15 de març del 1818, als onze anys, va ser admès a l'Escolania de Montserrat on va estar quatre anys i mig, sota el mestre Jacint Boada i Casanoves i Simó Guardiola com abat.
Marxa cap a Barcelona el juliol de 1822 a causa de la guerra, però continuà l'estudi de la composició sota Francesc Queralt, Mestre jubilat de la Catedral de Barcelona, i piano i orgue amb Mateu Ferrer i Oller. A les esglésies de Santa Maria del Mar, Sant Cugat i el convent de Sant Francesc van ser les primeres on es donà a conèixer com a organista i compositor. El 29 de novembre del 1824 va fer les oposicions per a organista a Santa Maria del Mar, però no les aprovà per mancança del títol de sacerdot. Segons ell, va ser l'únic fet que el va deixar fora de la prova, ja que els altres cinc opositors van fallar el to de l'antífona i van tocar peces d'altres autors i ell el va encertar i a sobre va compondre l'antífona per a aquell esdeveniment.
Estudià a fons tot el necessari per a la composició de música escènica (italià i francès, obres estrangeres i nacionals, harmonia, i els mecanismes de la veu) i el 1825 compon la seva primera òpera, El triunfo del amor, però no deixà de banda les composicions sacres.
El 1829 viatja a Madrid, on hi ha Ramón Carnicer, un altre compositor català que li ajuda a instal·lar-se en la Cort, i a ampliar els seus estudis de música. Un any després, el 1830, Carnicer i Francesco Piermarini li ofereixen esser professor de solfeig i vocalització al Conservatorio de Música Maria Cristina, amb 8000 reals de sou. Per aquesta classe escriu el Método de solfeo y canto, molt reconegut fins i tot per grans músics europeus. El 1831 compon Saladino e Clotilde, obra de la qual es van interpretar fragments al Teatro de la Cruz –mai es va interpretar sencera perquè, segons ell, l'argument era massa llibre per la censura literària de l'època-. Escriu també Los enredos de un curioso el 1832 i Ipermestra el 1837, en italià amb llibret de Pasini. Aquesta última obra va tenir més èxit –amb una gira per tota la península–. S'hi mostra com un compositor consolidat. Va viatjar a París el 1838 per conèixer el Conservatoire de Paris (que va estar model pels de la resta d'Europa i Rússia) i la vida musical i operística. Allà es va allotjar a l'hotel Favart i ja havia comptat amb l'apreciació de les seves obres per part de Luigi Cherubini, Rubini, Caraffa, Bordogni i Sor.
En tornar de París el 1839 és ascendit a mestre de cant al Conservatorio amb un sou de 12000 reals i per aquella època tenien molta fama els seus valsos i rogodons al Real Palacio. El 1840 escriu Cleonice, Regina di Siria, estrenada al Teatro de la Cruz, amb menys èxit que Ipermestra, i amb un absolut fracàs a Barcelona un any després. L'autor pensa que va ser causat per una mena de complot contra la seva figura degut al gran prestigi que estava tenint, pel fet que els cantants no fessin cap esforç en fer-la bé (per exemple, una de les cantants va suprimir un passatge de dues octaves per una nota llarga) 
El 31 d'octubre del 1843 es va casar amb Dolores Franco, alumna seva, que va morir deu mesos més tard donant a llum la primera filla. Està enterrada al cementiri de San Nicolás de Bari. Aquesta pèrdua li va afectar molt, però per la responsabilitat que li demanava la seva filla va fer un petit viatge des del 10 de juny del 1844 per Hellín, València, Barcelona i Esparreguera, on va prendre uns banys que li van fer recuperar-se.
Va tornar a la seva vida i va començar a fer la música per al llibret que va comprar el 1841 a Barcelona de Savinelli, marit de la prima donna Matilde Palazzesi. El fet que altres compositors com Giuseppe Lillo o Donizetti ja tinguessin obres amb el mateix argument li va fer desistir tot i que ja tenia el primer acte musicat. Va començar llavors a compondre Boabdil, el último rey moro de Granada amb llibret de González Aurioles, i sota la idea de poder contribuir a la creació d'una òpera nacional –encara que després va encomanar la traducció del llibret a l'italià-. Finalment no va ser representada, ni tan sols en italià, però sí que es van tocar algunes parts com a assaig al Liceo de Madrid el juny de 1845.
El 23 d'abril del 1846 mor la seva filla Carolina, i el novembre del mateix any rep la condecoració de Caballero de la Real Orden de Carlos III. Va continuar dedicant-se a les seves classes i fent composicions (sobretot per a orquestra, ja que va ser nomenat mestre compositor i director de l'orquestra del Teatro del Príncipe –Teatro Español- entre el juliol de 1848 i 1851)
A partir del 1850 comença a recopilar informació dels músics espanyols, material pel llibre Efemérides de músicos españoles el 1860 (que acabaria sent el Diccionario biográfico-bibliográfico de efemérides de músicos españoles). El 1853 va publicar la Reseña histórica de la Escolanía o Colegio de música de la Virgen de Montserrat, en Cataluña, desde 1456 hasta 1856 El mateix any va fer El rey y la costurera, una sarsuela amb llibret de Brusola que no es va representar, i el 1855 va tornar a fer una òpera, que tampoc no va reeixir estrenar: Guzmán il buono, amb llibret en italià de Domingo Anacri. En aquesta dècada va escriure moltes cançons en àlbums dedicades a amics, senyoretes o al·legats. El 27 de setembre del 1857 es casà amb Carmen Romero, de vint anys.
A la dècada de 1860 compon moltes romances i himnes, i també obres historiogràfiques (surt a la llum Efemérides de músicos españoles, así profesores como aficionados) i Cuatro palabras sobre un folleto escrito por el maestro compositor Sr. Don Francisco Asenjo Barbieri (1864) Guanyador el 1864 del premi Ploma d'Or organitzat per Anselm Clavé per Coro a voces solas. El 20 d'abril d'aquest mateix any va perdre la seva filla Elvira, de cinc anys i només li queden Laura i Leopoldo.
A la dècada de 1870 encara compon algunes obres, però està centrat sobretot en l'activitat d'escriure i completar finalment el seu Diccionario biográfico-bibliográfico de efemérides de músicos españoles, entre 1868 i 1881. Va invertir molt de temps i diners, demanant informació i ajuda a amics i fins i tot posant anuncis a la premsa musical per a recaptar dades. Molt poca gent va col·laborar i encara menys es van interessar pels tres primers toms de la col·lecció. El maig del 1873 és nomenat membre de la Real Academia de Bellas Artes de San Fernando, la qual va emetre un comunicat per a donar empenta al Diccionario, que havia deixat abandonat per aquestes raons. És curiosa la manera d'ordenar la informació: en lloc de l'ordre alfabètic, les figures que hi apareixen ho fan mitjançant la seva data de naixement (com que és gairebé impossible conèixer aquest tipus de dades, Saldoni feia al final de cada tom un índex amb els noms de les persones que feien anys en aquell mes) El publicà el 1881, quan ja comptava amb 74 anys.
Morí a Madrid i hi fou enterrat, al cementiri Sacramental de San Miguel, Santa Cruz, Santos Justo y Pastor y San Millán.

## Distincions
- Professor, inspector, vocal de la junta facultativa i degà del Conservatori de Madrid.
- Director de la junta facultativa del Liceo de Madrid.
- Soci corresponsal del Liceo artístico y literario de La Habana (1844)
- Nomenat membre de la Real y Distinguida Orden Española de Carlos III (novembre del 1846)
- Mestre compositor i director d'orquestra del Teatro del Príncipe (Teatro Español) (juliol 1848/1850)
- Membre de la Real Academia de Bellas Artes de San Fernando (maig del 1873)

## Obres[calcitació]

### Escrits musicals
| Títol | Data de publicació | Lloc de publicació                     | Comentaris |
| --- | ------------------ | -------------------------------------- | --- |
| Veinticuatro solfeos para contralto y bajo | 1837               | Madrid                                 | |
| Nuevo método de solfeo y canto para todas las voces | 1839               |                                        | |
| Reseña histórica de la Escolanía o Colegio de música de la Virgen de Montserrat, en Cataluña, desde 1456 hasta 1856, con un catálogo de algunos de los maestros… | 1856               | Madrid, Ripollés                       | |
| Efemérides de músicos españoles, así profesores como aficionados                                                                                                 | 1860               | Madrid: Imprenta La Esperanza          | |
| Cuatro palabras sobre un folleto escrito por el maestro compositor Sr. Don Francisco Asenjo Barbieri                                                             | 1864               | Madrid: Imprenta Antonio Pérez Dubrull | Hi ha una segona edició Barcelona: Isidro Torres, 1890; i una edició facsímil de J. Torres, Madrid: Ministerio de Cultura-Centro de Documentación Musical, 1986 |
| Diccionario biográfico-bibliográfico de efemérides de músicos españoles                                                                                          | 1868-81            | Madrid: Imprenta Antonio Pérez Dubrull | |

### Música escènica
| Títol                                       | Data de creació | Llibretista                                                | Comentaris |
| ------------------------------------------- | --------------- | ---------------------------------------------------------- | --- |
| El triunfo del amor                         | 1825            | José Alegret                                               | Opereta en 1 acte. Estrenada a Barcelona el 1826 al saló de José Alegret (autor de la lletra), amb l'orquestra del Teatre de la Santa Creu. Com a tiple Roig i Torredà, com a tenor Grau i com a baix Sayrols. |
| Saladino e Clotilde                         | 1831            |                                                            | Òpera en 2 actes. D'aquesta òpera va cantar en Sr. Pasini una cavatina al Teatro de la Cruz |
| Los enredos de un curioso                   | 1832            | F. Enciso, colaboradores F.Piermarini/P.Albéniz/R.Carnicer | Opereta en 2 actes. E:Bc |
| Ipermnestra                                 | 1837            | I. Passini                                                 | Òpera en 2 actes. Estrenada el 20 de gener de 1938 al Teatro de la Cruz de Madrid, amb la senyora d'Alberti com a prima donna. En les vuit primeres representacions va ser cridat a l'escenari el compositor. Impresa també per a cant i piano i piano sol per l'editor Lodre. |
| Cleonice, Regina di Siria                   | 1839            |                                                            | Òpera en 2 actes. Estrenada el 24 de gener de 1840 al Teatro de la Cruz de Madrid per la Sra. Viló i els Srs. Calvet i Unanue, cantants. Van cridar l'autor perquè pugés a l'escenari. Hi ha arranjaments d'algunes peces per a cant i piano i piano sol. |
| Maria di Rohan                              |                 | Savinelli                                                  | Saldoni va comprar el llibret a Barcelona el 1841, però com que dos anys abans a Nàpols ja l'havia musicat Giuseppe Lillo sota el nom Il Conte di Chalais i Donizetti en tenia una altra sota el nom de Maria di Rohan, tot i que ja havia fet el primer acte, va deixar de banda el projecte |
| Boabdil, último rey moro de Granada         | 1844            | M. González de Aurioles                                    | Òpera en 3 actes. Traduïda a l'italià per Domingo Anacri. |
| El rey y la costurera                       | 1853            | V. Brusola                                                 | Sarsuela en 3 actes |
| Guzman Il Buono                             | 1855            | D. Anacri                                                  | Òpera en 3 actes |
| La corte de Mónaco                          | 1857            | R. de Navarrete                                            | Sarsuela 1 acte. Estrenada al Teatro de la Zarzuela, Madrid el 16 de febrero del mateix any, per les senyores Santa María i Soriano, i els senyors “Sanz, Sala, Becerra, etc.etc.etc.” E:Msa |
| Los maridos en las máscaras o No más bailes | 1864            | W. Ayguals                                                 | Sarsuela en 2 actes. Estrenada el divendres 26 d'agost de 1864 al Teatre dels Capms Elisis de Barcelona, amb Juana Bautista Fosa de Ferrer (tiple), Federico Astort (primer tenor), Eleuterio Maristany (baríton), Ramon Ferrer (segon tenor), Sr. Roca (part de Moro) “A la segona escena van ser cridats els autors a l'escenari després de la peça concertant, ja que el de la música havia marxat a Madrid” |

### Orquestra
| Títol                          | Data de creació | Comentaris |
| ------------------------------ | --------------- | --- |
| Polaca                         | 1838            | Per a flauta solista. Estrenada a l'Academia filarmónica matritense el 25 de juny de 1838 |
| Boleras jaleadas               | 1848            | Escrita el setembre del mateix any |
| El paseo en el Prado de Madrid | 1848            | Capritxo per a orquestra |
| Manchegas jaleadas             | 1848            | Escrita l'octubre del mateix any |
| Popurrí o Miscelánea de bailes | 1848            | Escrit el novembre del mateix any |
| L'Autunno                      | 1849            | Tanda de valsos. Escrits el novembre del mateix any |
| L'ilusion                      | 1849            | Tanda de rigodones. Escrits el setembre del mateix any |
| Los gemelos                    | 1849            | Capritxo per a orquestra. Escrit el setembre del mateix any |
| Popurrí de bailes              | 1849            | |
| La aurora                      | 1849            | Per a violí solista. Escrita el gener del mateix any. Estrenada a la inauguració del Teatro Español |
| A mi patria                    | 1863            | Gran simfonia per a completa orquestra, banda i orgue obligat. Estrenada al Teatre del Liceu de Barcelona el 19 de novembre de 1863 i al Teatro Real de Madrid el 19 de novemre del 1866, sent cridat l'autor a l'escenari, però no va poder pujar-hi perquè no era al teatre |
| El caprichoso                  |                 | Gran vals estrenat als balls del Real Palacio. Imprés per a piano solo i arranjat per a banda militar per D. Mariano Rodríguez |

### Veu i acompanyament
| Cançons                                                      |                                                                    |                 | |
| Títol                                                        | Tesitura                                                           | Data de creació | Comentaris |
| Canción francesa                                             | 1839                                                               |                 | |
| El mareo                                                     | Contralt, piano                                                    |                 | "Cançó de gènere andalus" |
| El Quiá                                                      | Contralt, piano                                                    |                 | "Cançó de gènere andalus". E:Mc |
| Guerra a María en la comedia Haz bien y no mires a quién     | Mezzo, piano                                                       | 1854            | |
| Il consiglio canzonetta                                      | Mezzo, piano                                                       |                 | |
| La rabanera                                                  | Contralt, piano                                                    |                 | "Cançó de gènere andalus" |
| La rosa                                                      | Voz y piano                                                        | 1857            | Cançó italiana escrita a l'àlbum de la senyoreta Agustina Lanuza. Madrid, Maig del 1857. |
| Cavatines                                                    |                                                                    |                 | |
| Títol                                                        | Tesitura                                                           | Data de creació | Comentaris |
| Ah, che non serve il piangere                                | Mezzo, piano                                                       | 1829            | |
| Cavatina a La travesura                                      | Baix, piano                                                        | 1833            | |
| Cavatina a La travesura                                      | Tenor, piano                                                       | 1833            | |
| Ah, chi sá l'amato bene                                      | Contralt, piano (també per a Mezzo)                                | 1839            | Cantada per la Sra. Carrasco al Teatro Principal de Valencia el 9 de gener del 1839 |
| Cors                                                         |                                                                    |                 | |
| Títol                                                        | Obra on està                                                       | Data de creació | Comentaris |
| Coro                                                         | A la comèdia El bandido incógnito                                  | 1830            | |
| Coro                                                         | A la comèdia Luis el onceno                                        | 1836            | |
| Coro                                                         | A la comèdia La moza del cántaro                                   | 1843            | E:Mc |
| Coro                                                         | A la comèdia Quien bien te quiere                                  | 1848            | |
| Coro y Marcha                                                | A la comèdia La receta para caer                                   | 1848            | |
| Baile con coros                                              | A la comèdia La dama valenciana                                    | 1849            | |
| Coros y Romanza                                              | A la tragèdia Saúl                                                 | 1849            | |
| Coro de señoritas                                            |                                                                    | 1853            | |
| Quartets                                                     |                                                                    |                 | |
| Títol                                                        | Tesitura                                                           | Data de creació | Comentaris |
| Perché infelice                                              | 2 tiples, 2 contralts                                              | 1839            | Estrenat al Conservatorio de música en presència de "S. M. la Reina Madre" el 30 de juliol de 1839 |
| Duets                                                        |                                                                    |                 | |
| Títol                                                        | Tesitura                                                           | Data de creació | Comentaris |
| Di turno al nome solo                                        | Tiple, contralt, piano                                             | 1839            | Estrenal a l'Academia filarmónica matritense el 22 de juliol del 1839, en presència de "S. M. la Reina Gobernadora" per la senyora de Montenegro i la senyoreta Azcona                                    |
| Dúo a Vanne da me                                            | Mezzo, baix i piano                                                | 1842            | Estrenat al Liceo el 20 de desembre del 1842 per la senyoreta Vizcarrondo i el senyor Reguer |
| Oh, guardate che figura! dúo buffo                           | Mezzo, baix i piano                                                | 1842            | Estrenat al Liceo el 20 de desembre del 1842 per la senyoreta Nieves González i el senyor Francisco Salas.                                                                                                |
| Quell'acciaro che al campo riede                             |                                                                    |                 | E:Mc |
| Las aldeanas                                                 | 2 tiples, piano                                                    | 1854            | Lletra del Sr. Joaquin Fontan. Escrit el maig del 1854 |
| Mi sei cara                                                  | Mezzo, contralt i piano                                            |                 | |
| Vien di quest'elci duetino                                   | Tiple, contralt i piano                                            |                 | |
| Himnes                                                       |                                                                    |                 | |
| Títol                                                        | Instrumentació                                                     | Data de creació | Comentaris |
| Himno al Dios de las Artes                                   | Cant i orquestra                                                   | 1842            | Cantat al Liceo de Madrid el 16 de juny i el 20 de desembre del mateix any |
| Himno nacional: ¡Dios salve a la Reina!, ¡Dios salve al Rey! | Cant i orquestra. També versió veu i piano; piano; i Banda militar | 1843            | Cantat al Liceo de Madrid en presència dels reis en 13 de setembre de 1843 i al Teatre del Circo celebrant la majoria de la reina, lletra de Ventura de la Vega.                                          |
| De Himeneo a la antorcha                                     | Cant i piano                                                       |                 | Himne nupcial |
| Grito santo de paz                                           | Cant i piano                                                       |                 | Himne patriòtic |
| "Romanzas"                                                   |                                                                    |                 | |
| Títol                                                        | Tesitura                                                           | Data de creació | Comentaris |
| Dal primo di                                                 | tiple, piano                                                       | 1832            | |
| Dulce es aspirar el aura                                     | Mezzo, piano                                                       | 1832            | |
| Es mi vida pasada el llanto                                  | contralt, piano                                                    | 1832            | |
| La oración                                                   | Contralt, piano                                                    | 1832            | |
| Romanza                                                      | Tiple, piano                                                       | 1832            | |
| Romanza a El criado fingido                                  |                                                                    | 1832            | |
| Perché mio caro bene                                         | Tiple, piano                                                       | 1834            | "Romanza" guanyadora del concurs del Liceo de Madrid, per a ser l'obra que començaria un àlbum que seria un regal per a la Reina. Va guanyar amb vot unànime dels vuit qualificadors, d'entre onze obres. |
| A un artista                                                 | Mezzo, piano                                                       | 1837            | Cantada a la comèdia El Compositor y la Estranjera. Escrita a l'abril del 1837 |
| La plegaria de Cristina                                      | Mezzo, piano                                                       | 1844            | Poesia de José Sol i Padrís. Escrita per a l'àlbum "de la Reina Madre" el maig del 1844 |
| Ayes del corazón                                             | Mezzo, piano                                                       | 1850            | Lletra del senyor Ariza. Escrita a l'aost del 1850 |
| Il lamento                                                   | Mezzo, piano                                                       | 1850            | Escrita el març del 1850 |
| Oh, tu amor de padre                                         | Mezzo, piano                                                       | 1851            | Escrita a l'àlbum de la senyoreta "Marquesa de los Salados" el setembre del 1853 |
| ¡Perdoname!                                                  | Mezzo, piano                                                       | 1851            | Escrita a l'abril del mateix any |
| Odi d'un uom che more                                        | Mezzo o baix, piano                                                | 1856            | Escrita a l'àlbum de l'eminent cantant Ronconi. Escrita el febrer del mateix any |
| Dal primo di ch'io vidi                                      | Mezzo, piano                                                       | 1863            | Fa natural major. Dedicada a la senyoreta Victoria Navascués i Ligués. Escrita a Madrid el desembre del 1863                                                                                              |
| Près de toi, c'est la vie                                    | Mezzo, piano                                                       | 1863            | Dedicada a "S. A. R. la Serma", senyora infanta d'Espanya, duquessa de Sessa, etc. etc. Luisa Teresa de Borbón.                                                                                           |
| Angiol mio, o Angiol dicesso dal cielo                       | Mezzo, piano                                                       | 1864            | Re major. Lletra en castellà del senyor Wenceslao Ayguals de Izco. Escrita a Madrid el juny del 1864 |
| Caro, guardami il puro affetto                               | Mezzo, piano                                                       | 1866            | Do major. Escrita a Madrid el novembre de 1866. Dedicada a la senyoreta Adela Fernández y Alonso |
| Pietoso amor deh rendi                                       | Mezzo, piano                                                       | 1866            | Mi bemoll major. Escrita a Madrid el juliol de 1866 a l'àlbum de la senyoreta Laura Sainz Santayna i dedicada a la senyoreta Adela Fernández y Alonso                                                     |
| Pianto d'amor                                                | Mezzo, piano                                                       | 1883            | |
| Di quei begliocchi neri                                      | Mezzo, piano                                                       |                 | |
| El adiós de una habanera                                     | Mezzo, piano                                                       |                 | Lletra de Romero i Larrañaga |
| El regreso de un padre                                       | Mezzo, piano                                                       |                 | Lletra de Romero i Larrañaga |
| El sepulcro                                                  | Mezzo, piano                                                       |                 | Castellà |
| La Eloísa                                                    | Contralt, piano                                                    |                 | Castellà i francès |
| Tercets                                                      |                                                                    |                 | |
| Títol                                                        | Tesitura                                                           | Data de creació | Comentaris |
| Señor don Pancracio terceto bufo                             | Tiple, mezzo, tenor                                                | 1842            | Estrenat al Liceo el 16 de juny del 1842 per les senyoretes González i Tablares i el senyor Antonio Castell                                                                                               |

### Veu sola
| Cor                |                 | |
| Títol              | Data de creació | Comentaris |
| Coro a voces solas | 1864            | Guanyadora del premi Ploma d'Or organitzat per Anselm Clavé als Camps Elisis de Barcelona, el 28 de febrer del 1864, d'entre 27 obres que s'hi presentaren, amb quatre vots a favor de les cinc persones que conformaren el jurat |

### Música instrumental
| Arpa                                                                                          |                 |                                                                                                   |
| Títol                                                                                         | Data de creació | Comentaris                                                                                        |
| Variaciones para arpa sobre el tema "No Matilde, non morrai" en Matilde di Shabran de Rossini |                 |                                                                                                   |
| Corn anglès                                                                                   |                 |                                                                                                   |
| Títol                                                                                         | Data de creació | Comentaris                                                                                        |
| Aria                                                                                          |                 |                                                                                                   |
| Piano                                                                                         |                 |                                                                                                   |
| Títol                                                                                         | Data de creació | Comentaris                                                                                        |
| Catorce años en seis minutos capricho                                                         | 1866            | Escrit expressament a la memòria de la malmesa senyoreta Alejandra Toral i Hevia. Escrit a Madrid |
| Cuatro juegos de variaciones sobre motivos originales                                         |                 |                                                                                                   |
| Doce walses originiales                                                                       |                 |                                                                                                   |
| El aéreo                                                                                      |                 | "Wals fácil"                                                                                      |
| El candoroso                                                                                  |                 | "Wals fácil"                                                                                      |
| El elegante                                                                                   | 1876            | Arreglo                                                                                           |
| El inocente                                                                                   |                 | "Wals fácil"                                                                                      |
| La bella Adela                                                                                | 1867            | polka-mazurka dedicada a Adela Fernández y Alonso. Madrid, 15 de febrer del 1867                  |
| Mazurka fácil                                                                                 |                 |                                                                                                   |
| Polka fácil                                                                                   |                 | Dedicada a Carmen Baldasano. En sol major.                                                        |
| Seis sinfonías                                                                                |                 |                                                                                                   |
| Tanda de rigodones originales                                                                 |                 |                                                                                                   |
| Tanda de rigodones patrióticos                                                                |                 |                                                                                                   |
| Vals sobre motivos de Ipermestra                                                              |                 |                                                                                                   |
| Vals sobre motivos de L'elisir d'amore                                                        |                 |                                                                                                   |
| Variadones sobre el cor dels farols d'Elena e Malvina                                         |                 |                                                                                                   |
| Variaciones sobre el tema Giuro ai numi de Semiramide                                         |                 |                                                                                                   |
| Rigodones sobre motius de L'elisir d'amore, La Strainera, El Colón, La Caritea y La Vestale   |                 |                                                                                                   |

### Música religiosa
| Misses                                                                                |                                                            |                            | |
| Títol                                                                                 | Tonalitat                                                  | Data de creació/publicació | Comentaris |
| Misa de Gloria                                                                        | Mi b major                                                 | 1828                       | Estrenada el 15 de setembre de 1828 a Barcelona, a la Capella de Montserrat |
| Misa de Gloria                                                                        | Do major                                                   | 1844                       | Escrita el 1844 per a les monges del convent de Santa Clara, Hellín (Albacete) Estrenada el 28 de maig del 1850 a l'església de Loreto Madrid. Hi havia a l'estrena el duque de Riánsares, el ministro de Fomento Manuel Seijas Lozano, i el viceprotector del Conservatorio de música. Cor del Conservatorio de música i orquestra del Teatro Español. |
| Discite a me quia mitis sum, gradual                                                  |                                                            | 1855                       | Contralt i orgue o piano |
| Misa de Gloria                                                                        | Re major                                                   | 1855                       | Quatre veus i orgue o piano |
| Orgue                                                                                 |                                                            |                            | |
| Títol                                                                                 | Tonalitat                                                  | Data de publicació         | Comentaris |
| Diez fugas en diversos tonos para el ofertorio                                        |                                                            |                            | |
| Doce versos por todos los tonos sobre el Sacri Solemnis                               |                                                            |                            | |
| Grande fuga a tres renglones sobre el Ave Maris Stella para el Ofertorio              | Do major                                                   |                            | |
| Grande fuga a cuatro renglones para el Ofertorio                                      | Re menor                                                   |                            | |
| Grande fuga a cuatro renglones para el Ofertorio                                      | Do major                                                   |                            | |
| Seis versos sobre el Pangue Lingua                                                    |                                                            |                            | |
| Setenta y dos versos por todos los tonos para vísperas, completas y maitines solemnes |                                                            |                            | |
| Treinta y nueve versos                                                                |                                                            |                            | |
| Tres grandes fugas a cuatro voces                                                     |                                                            |                            | |
| Veintinueve versos                                                                    |                                                            |                            | |
| Ofici de difunts                                                                      |                                                            |                            | |
| Títol                                                                                 | Instrumentació                                             | Data de creació            | Comentaris |
| Oficio de difuntos                                                                    |                                                            | 1855                       | Composta a Madrid el 1855. Estrenada el 21 d'agost de 1858 a l'església parroquial de San Luis, Madrid pel novè aniversari per l'ànima de D. Pedro del Águila i Ceballos, marqués de Espeja. Consta d'Invitatori, dos psalms, dues leccions i responso |
| Dos lecciones del oficio de difuntos                                                  | Tenor, baríton, baix i violoncel                           | 1860                       | Escrit a Madrid |
| Lamentacions                                                                          |                                                            |                            | |
| Títol                                                                                 | Instrumentació                                             | Data de creació            | Comentaris |
| Lamentación Matribus suis dixerunt                                                    | Cor, quartet de corda, piano                               | 1849                       | Escrita a Madrid, març del 1849 |
| De Lamentatione Jeremiae Prophetae                                                    | Cor, quartet de corda, piano                               | 1851                       | Escrita a Madrid, febrer de 1851. Impresa en castellà, amb lletra de D. Gregorio Romero y Larrañaga. Per a contralt sota el títol de La Oración, preu 10 reales. |
| Aleph. Ego vir videns                                                                 | Cor, quartet de corda, piano                               | 1852                       | Escrita a Madrid el març de 1852 |
| Job. Manum suam misit hostis                                                          | 2 barítons, orgue o piano                                  | 1856                       | |
| Incipit oratio Jeremiae Prophetae                                                     | Baix, piano fagot, violoncel i contrabaix                  |                            | |
| Motets                                                                                |                                                            |                            | |
| Títol                                                                                 | Instrumentació                                             | Data de creació            | Comentaris |
| Anima Christi                                                                         | 3 veus, orgue, piano                                       | 1845                       | |
| O Salutaris Hostia                                                                    | 3 veus, orgue i piano                                      | 1856                       | |
| Dos motetes al Santísimo Sacramento                                                   | Cor, orgue i piano                                         | 1858                       | |
| ¡Oh, admirable sacramento!                                                            | 2 veus, orgue i piano                                      | 1863                       | Fa major. Escrit al febrer a Madrid |
| Bendita sea tu pureza                                                                 | Tiple, violí, fagot, orgue, piano i cor                    | 1878                       | |
| Rosaris                                                                               |                                                            |                            | |
| Títol                                                                                 | Tonalitat                                                  | Data de creació            | Comentaris |
| Rosario                                                                               | Re major                                                   | 1828                       | |
| Rosario en catalán                                                                    | Sol major                                                  | 1860                       | Per a 3 veus, cor, violins, flautes, fagot, contrabaix i orgue. Escrit a Montserrat el 6 d'agost de l'any 1860, estrenat el 8 del mateix mes i any pels escolans. |
| Psalms                                                                                |                                                            |                            | |
| Títol                                                                                 | Instrumentació                                             | Data de creació            | Comentaris |
| Miserere                                                                              | 8 veus, arpa, 2 clarinets, 2 trompes, 2 fagots, 2 trombons | 1843                       | Estrenat el 7 d'abril al Liceo de Madrid, tornat a tocar el dia 10 degut a la petició de la majoria de socis. El van interpretar les senyores Vega, Garcés de Macilla, Colomer i Campuzano, i els senyors Reguer, Barba, Castell i Carrión |
| Miserere                                                                              | 6 veus, orgue, piano                                       | 1850                       | Escrit al febrer |
| Salves                                                                                |                                                            |                            | |
| Títol                                                                                 | Instrumentació                                             | Data de publicació         | Comentaris |
| Salve                                                                                 | 2 veus, orgue i piano                                      | 1860                       | Si bemoll major (arranjament de la de tenor) |
| Salve                                                                                 | Tenor                                                      | 1860                       | Sol major. Improvisada al monestir de Montserrat el 7 d'agost de 1860, cantada l'endemà pel tenor de la capella, Antoni Oliveres |
| Salve Regina                                                                          | Cor, quartet de corda, piano                               |                            | |
| Seqüències                                                                            |                                                            |                            | |
| Títol                                                                                 | Instrumentació                                             | Data de creació            | Comentaris |
| Stabat Mater                                                                          |                                                            | 1842                       | Escrit el març de 1842 per a les aficionades senyoretes Paulina i Julia Cabrero i el S. Reguer, els qui el van cantar a l'església del Buen Retiro per primera vegada aquell mes i any. Cantat també al Liceo de Madrid en presència de "Sus Majestades" i "Altezas" i resta de diplomàtics. |
| Stabat Mater                                                                          | 2 veus, cor, quartet, orgue i piano                        | 1857                       | “Obra sumamente conveniente para todas las catedrales, capillas de música, parroquias, conventos de monjas y colegios de ambos sexos, pues se puede cantar desde dos hasta un número indefinido de voces, ya sean tiples, medios tiples, contraltos ó tenores, barítonos y bajos. Tiene asimismo acompañamiento de cuarteto de cuerda y órgano espresivo, que se vende por separado, reuniendo además el Stabat las condiciones musicales prescritas en la circular del Emmo. Cardenal Gobernador de Roma, fecha 18 de noviembre de 1856, conforme con la voluntad de Su Santidad Pío IX". Escrit a Madrid el 1857, Preu de 30 reales, imprés per Juan Catalina |
| Goigs                                                                                 |                                                            |                            | |
| Títol                                                                                 | Instrumentació                                             | Data de creació            | Comentaris |
| Gozos de San Benito y Santa Escolástica                                               | 4 veus, orgue, piano                                       | 1845                       | Escrit a l'octubre |
| Gozos a Santa Magdalena                                                               | veu, orgue, piano                                          | 1849                       | Escrit al maig |
| Gozos de la Virgen                                                                    | 4 veus, orgue, piano                                       | 1852                       | Escrit al juny |
| Gozos a San Roque                                                                     | 2 veus, orgue, piano                                       | 1866                       | En mi bemoll major. Escrits al juliol a Madrid |
| Altres                                                                                |                                                            |                            | |
| Títol                                                                                 | Instrumentació                                             | Data de creació            | Comentaris |
| Ave María                                                                             | Mezzo, piano                                               | 1886                       | |
| Benedictus                                                                            | 2 veus, orgue, piano                                       | 1856                       | |
| Después de la victoria de África Plegaria                                             | Tenor i cors                                               | 1861                       | Cantada en el Teatro Real de Madrid el 22 de febrer de 1861 per Gaetano Fraschini. Lletra en castellà de Julio Nombela, lletra en de Lorenzo Badioli |
| El Padre Nuestro                                                                      | Tiple, contralt, piano                                     | 1873                       | |
| El pecador arrepentido Cavatina                                                       | Contralt                                                   | 1842                       | Cantada al Liceo de Madrid per Emilia de Colomer el 16 de juny de 1842. |
| La oración                                                                            | Baix, piano, fagot, violoncel, contrabaix                  |                            | |
| Música para el setenario de la Virgen de los Dolores                                  | 3 veus, orgue, piano                                       | 1859                       | |
| Plegaria-himno                                                                        |                                                            | 1863                       | Escrita a Madrid el setembre del 1863. Lletra de Ayguals de Izco. Amb motiu de la solemne benedicció de l'estendard de la Societat coral euterpense El Maestrazgo |
| Recordare Jesu Pie                                                                    |                                                            | 1864                       | Cantat a Santa María del Mar a Barcelona el 16 de març del 1864, per a les exèquies celebrades per l'ànima de Mateu Ferrer (organista) Vers de la seqüència de difunts |
| Santo Dios                                                                            |                                                            | ca. 1830                   | |
| Suba a los cielos                                                                     | Cor, quartet de corda, piano                               |                            | |
| 'Suscepit nos Dominus Antífona                                                        | 4 veus, orgue, piano                                       | 1851                       | Escrit al maig |
| Yo te saludo Invocació o pregària a la Verge                                          | soprano                                                    | 1852                       | Escrita a l'octubre del mateix any. Lletra de Miguel Agustín Príncipe |
| Tantum ergo                                                                           | 2 veus, orgue, piano                                       | 1863                       | Escrita al febrer a Madrid |
| Tremens factus sum ego Versículo del responsori de difunts                            |                                                            | 1844                       | Cantat a l'església de Santo Tomás de Madrid per les exèquies del Duque de Osuna, l'octubre de 1844. Cantat per Encarnación Lama, alumna de Saldoni |
| Tres villancicos a la Natividad del Señor                                             | 2 veus, orgue o piano                                      | 1858                       | “Con acompañamiento de piano u órgano e instrumentos pastoriles; muy útiles para los templos, como también para colegios y sociedades filarmónicas, pues se puede cantar desde dos hasta un número ilimitado de voces, ya sean tiples, medios tiples, contraltos y tenores, barítonos y bajo" Gravat per Juan Catalina, 14 reales |

## Interpretació actual de les seves obres
El seu catàleg està format per molts diversos gèneres musicals, de moda a la seva època, i amb un buscat estil italianitzant. Tot i així, el cert és que de l'extens catàleg només la versió per a cant i piano d'Ipermestra i del Stabat Mater han estat impreses a la vida de l'autor (i cap més després de mort) La resta o formaven part de quaderns o àlbums dedicats a altres persones, avui dia quasi impossibles de trobar, o ni tan sols es van estrenar. Per això només podem saber el que va escriure segons el catàleg del la seva entrada al seu Diccionario de efemérides de músicos españoles.
Avui dia la interpretació de les seves obres és nul·la.